# Dicranum dispersum
Dicranum dispersum là một loài rêu trong họ Dicranaceae. Loài này được Engelmark mô tả khoa học đầu tiên năm 1999.